# Jean-Marc Singier
Pour les articles homonymes, voir Singier.
Jean-Marc Singier né le 14 mars 1954 à Paris est un compositeur français de musique contemporaine.

## Biographie
Il obtient en 2018 un Coup de coeur musique contemporaine de l'Académie Charles Cros pour Farandoles de bribes, annoncé le 26 décembre par Omer Corlaix sur France Musique lors de l’émission le concert du soir.

## Œuvre

### Musique vocale et instrumentale
- Blablaïka[2], Ballérinabulle[3] pour trois voix d'hommes et ensemble (1990), 10 min
- Zombres[3] pour trois voix d'hommes et ensemble (1989), 5 min

### Musique instrumentale d'ensemble
- A gogo, de guingois... pour ensemble instrumental (1989), 8 min, Una Corda
- Blocs, en vrac de bric et de broc (1983-1993), 7 min, Una Corda
- Ebauches, en boucles, et chants d'éclats pour grand orchestre (1990), 22 min
- Farandoles de bribes, en ribambelles pour cinq instruments (1997), 5 min
- Rouages d'œillades, voire... (1984), 9 min, Una Corda
- S'immiscent, en phases, en lice, en files, pêle-mêle pour ensemble instrumental (1994), 8 min Una Corda
- Tohu-bohu d'intrus pour ensemble de cuivres et percussions (1992), 12 min

### Musique de chambre
- Appendice pour flûte et violoncelle (1983), 7 min, Lemoine
- Bout à bout, tout à trac pour trois percussions et électronique (1993), 13 min
- Drus, flous, débridés, des bouts s'ébrouent pour six percussionnistes (1996), 14 min
- Traces, et strettes, en strates... en strophes (1989), 12 min

### Musique soliste (sauf voix)
- Bouts-rimés burinés pour clarinette solo (1983), 6 min
- Élans, saccades, et biais du flux pour piano (1995), 8 min Una Corda